# Schausia transiens
Schausia transiens är en fjärilsart som beskrevs av George Francis Hampson 1901. Schausia transiens ingår i släktet Schausia och familjen nattflyn. Inga underarter finns listade.